# علم الاجتماع الجزئي
علم الاجتماع الجزئي (بالإنجليزية: Microsociology)‏ هو أحد المستويات الرئيسية لتحليل (يركز على) علم الاجتماع، فيما يتعلق بطبيعة التفاعلات الاجتماعية البشرية اليومية والوكالة على نطاق صغير: وجهًا لوجه.:5 يعتمد علم الاجتماع الجزئي على التحليل التفسيري الذاتي بدلاً من الملاحظة الإحصائية أو التجريبية،:18-21 وتشارك ارتباطًا وثيقًا بفلسفة الالظواهر. وتشمل الأساليب التفاعل الرمزي والمنهجية العرقية. أدت المنهجية العرقية على وجه الخصوص إلى العديد من الأقسام الفرعية الأكاديمية والدراسات مثل البحوث اللغوية الجزئية والجوانب الأخرى ذات الصلة بالسلوك الاجتماعي البشري. على النقيض من ذلك، فإن علم الاجتماع الكلي يتعلق بالبنية الاجتماعية والأنظمة الأوسع.